# Жуунбурен
Жуунбурен (монг.: Зүүнбүрэн) — сомон Селенгійського аймаку, Монголія. Територія 1,2 тис. км², населення 2,4 тис. осіб. Центр — селище Жаргалант, що лежить на відстані 45 км від Сухе-Батора й за 310 км від Улан-Батора.

## Рельєф
Хребти Бурен та їхні відгалуження. Річки Орхон, Селенга, Охиндой, Шурен.

## Корисні копалини
Запаси будівельної сировини.

## Клімат
Клімат різкоконтинентальний, середня температура січня − 25 °C, липня + 20 °C, щорічна норма опадів 350 мм.

## Тваринний світ
Водяться козулі, лисиці, корсаки, вовки, дикі кішки.

## Соціальна сфера
Школа, лікарня, торговельно-культурні центри.